# 7 Eskadra Lotnictwa Transportowego
7 Samodzielna Eskadra Lotnictwa Transportowego (7 elt) – pododdział lotnictwa transportowego ludowego Wojska Polskiego. 

## Formowanie i zmiany organizacyjne
W kwietniu 1945 roku na  lotnisku Okęcie  sformowano 7 samodzielną eskadrę transportową lotnictwa cywilnego. Etatowo eskadra miała liczyć 193 ludzi i 10 samolotów Li-2. Pod koniec kwietnia zmniejszono jej stan do 121 ludzi i 9 samolotów Li-2.
W październiku został rozwiązany oddział lotnictwa cywilnego w Dowództwie Lotnictwa WP. Rozformowano również podległe mu jednostki lotnicze, a sprzęt przekazano Departamentowi Lotnictwa Cywilnego i „Lot”.